# Canal de la Charente à la Seudre
Le canal de la Charente à la Seudre, appelé également canal de la Bridoire, est un canal situé dans la partie Sud-Ouest du département de la Charente-Maritime en région Nouvelle-Aquitaine. 
C'est un canal de jonction entre la Charente et la Seudre. Avec une longueur totale de 27 kilomètres, il relie les villes de Marennes et de Saint-Hippolyte (près de Rochefort) via trois écluses à sas et trois portes de garde. Principal collecteur du marais de Brouage, c'est le plus long canal de Charente-Maritime. Conçu à l'origine pour relier la ville de Rochefort et le grand arsenal du Ponant (alors un des plus importants du royaume) à la place forte de Brouage (via le canal de Brouage), il a été prolongé vers Marennes et l'estuaire de la Seudre au XIXe siècle.
Le canal est utilisé par les pratiquants de sports nautiques (stand up paddle, kayak, etc.) et ses abords ont été partiellement aménagés en promenade piétonne et piste cyclable.

## Géographie

### Description du cours
Ce canal relie la  rive gauche de la Charente près du lieu-dit Biard dans la commune de Saint-Hippolyte à 500 m env. en aval du port fluvial de Tonnay-Charente à la rive droite de la Seudre, à Marennes. 
À Marennes, le canal contourne la ville à l'Est et au Sud-Est et rejoint le chenal de La Cayenne au site de confluence du Petit-Port-des-Seynes au Sud de la ville et de son bassin à flot qui abrite un port de plaisance pouvant recevoir 200 unités. 
Il traverse quatre cantons : Tonnay-Charente, Saint-Porchaire, Saint-Agnant et Marennes, lesquels sont tous situés en Charente-Maritime, ce qui représente sept communes qui sont, du Nord au Sud, les suivantes : 
- Saint-Hippolyte, lieu de jonction avec la Charente sur sa rive gauche.
- Trizay,
- Échillais,
- Saint-Agnant,
- Beaugeay,
- Hiers-Brouage
- Marennes, lieu de jonction avec la Seudre sur sa rive droite.

Ce canal, d'une longueur totale de 27 kilomètres, a été mis en service en 1862. Il est le plus long canal de Charente-Maritime, se situant nettement avant celui de Marans à La Rochelle dont la longueur de son cours est de 24 kilomètres. C'est une importante voie fluviale, malgré son déclassement en 1926, car elle sert de collecteur pour drainer le marais de Brouage.

### Les émissaires du canal
Le canal de Bridoire reçoit de nombreux canaux et ruisseaux tout au long de son parcours, parmi lesquels quatre émissaires sont d'importants collecteurs, qui y apportent leurs eaux douces ou salées selon leur provenance. Ils contribuent à l'irrigation et au drainage du marais de Brouage appelé également marais de Saintonge.
Du Nord au Sud, les quatre principaux émissaires sont les suivants :

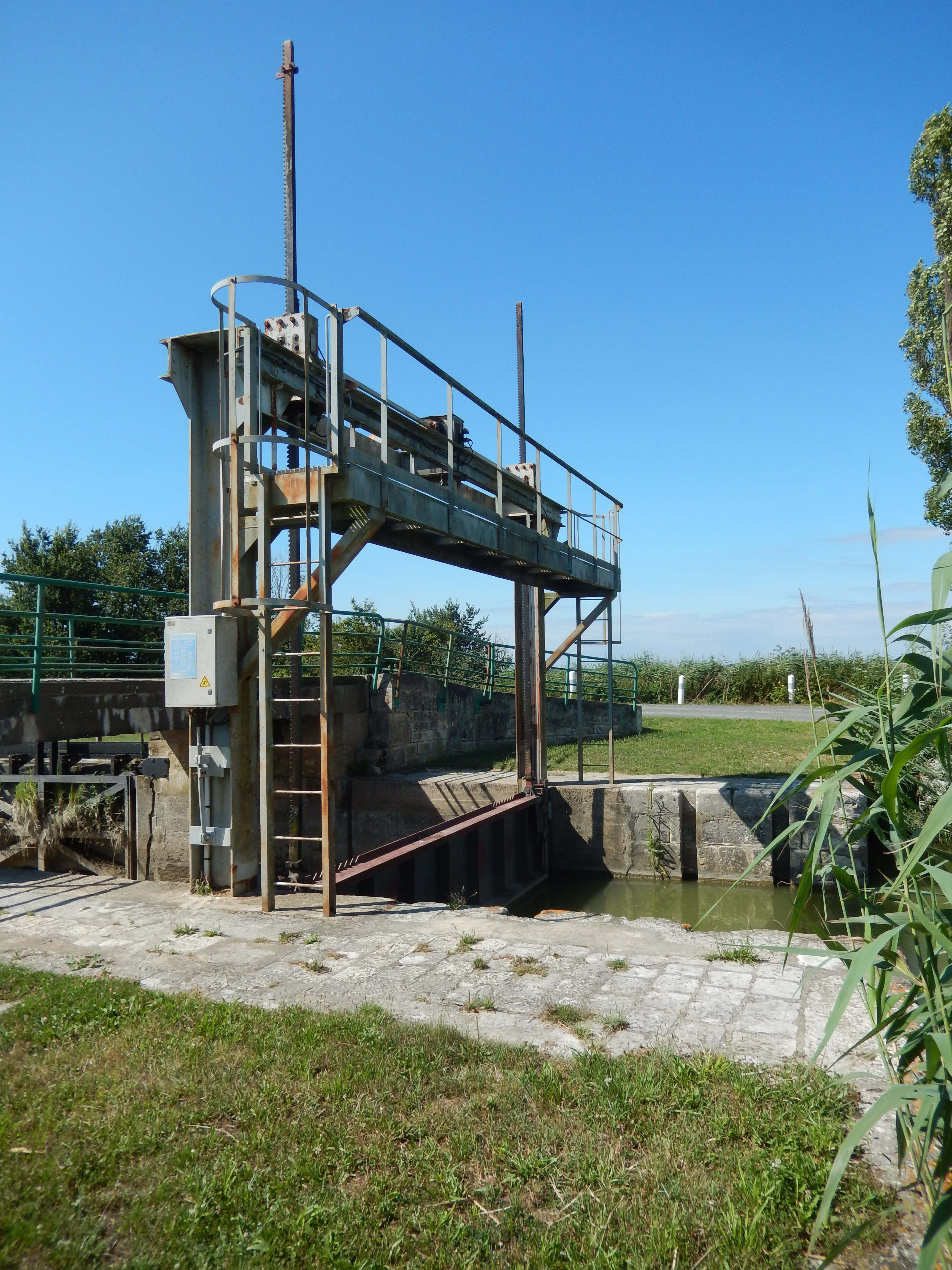
Écluse sur le canal de Brouage.

- La rivière l'Arnoult, dont la partie aval a été canalisée, prend alors le nom de Canal de Pont-l'Abbé-d'Arnoult, et rejoint sur sa rive gauche le Canal de la Charente à la Seudre au Sud de Monthérault, dans la commune de Trizay.  Le Canal de Pont-l'Abbé-d'Arnoult, dont les travaux ont été achevés en 1812[3], participe à l'alimentation en eau douce du collecteur principal.

- Le canal de Bridoire reçoit sur sa droite les eaux du canal de Brouage dont la longueur est de 2 km. Ce dernier prolonge à l'Ouest le chenal du  Havre de Brouage, lequel passe au Nord du célèbre site historique de Brouage, puis  se jette dans le pertuis d'Antioche face à l'ile d'Oléron.

- Sur sa gauche, pratiquement au même lieu de confluence, le canal de la Charente à la Seudre ou canal de Bridoire reçoit les eaux du Canal de Broue. Cet émissaire irrigue les communes de Saint-Sornin et de Saint-Just-Luzac, du Sud-Est au Nord-Ouest. Il passe lui aussi près d'un site historique, où sont situées les ruines médiévales du donjon de Broue.

- Le canal de Mérignac, appelé encore Chenal de l'Épinette pendant la Monarchie de Juillet, qui débouche également sur l'océan Atlantique, naît au Nord du village de Saint-Just-Luzac, au lieu-dit La Rigoletterie, et coupe le Canal de Bridoire au Nord-Est de Marennes. Il fut creusé en 1782 sous les ordres de l'intendant Guéau de Reverseaux. Depuis cette intersection avec le Canal de Bridoire, il continue de drainer ses eaux vers l'océan, en s'écoulant au Nord de Marennes et au Sud de Hiers-Brouage, servant également de limite administrative entre ces deux communes. C'est un des plus importants collecteurs du Marais de Marennes, s'étirant sur environ douze kilomètres en un tracé presque rectiligne.

Le canal de Bridoire traverse la commune de Saint-Agnant dans toute sa longueur du Nord-Est au Sud-Ouest. En 1782, l'intendant Guéau de Reverseaux y avait entrepris la construction du Grand canal de Saint-Agnant dont le but était déjà d'y assurer la jonction entre la Charente et la Seudre mais ses travaux furent interrompus à la Révolution de 1789. Aujourd'hui, ce canal constitue pour cette petite ville à la fois un lieu de loisirs très prisé (pêche, promenades, circuit aménagé pour le G.R. 360) et un attrait touristique certain, étant utilisé pour le tourisme fluvial.

### Le canal en chiffres

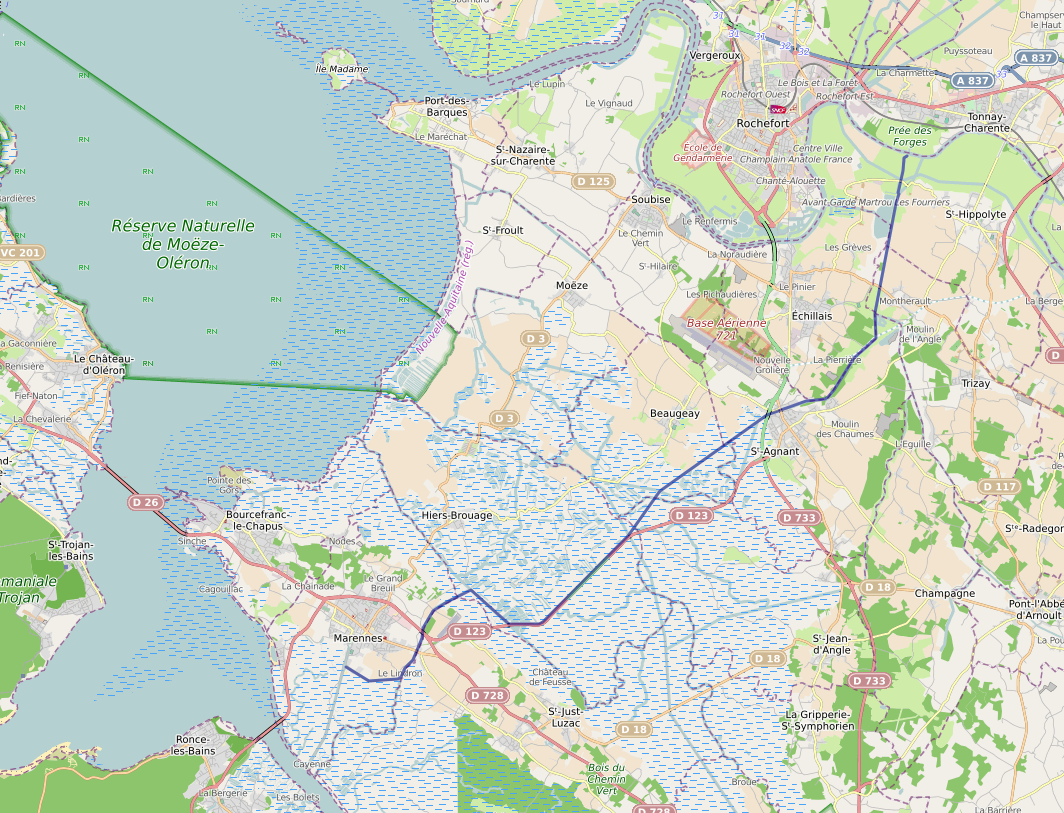
Le tracé du canal (en bleu)

Il comprend trois écluses à sas et trois portes de gardes.
La longueur totale de son cours est de 27 kilomètres, ce qui en fait le plus long canal de tout le département, devançant le Canal de Marans à La Rochelle.

## Bref historique
Les premiers coups de pioche remontent au XVIIe siècle afin de relier les places militaires de Rochefort et de Brouage, alors les deux principaux arsenaux du royaume de France. 
Puis l'idée de créer une jonction entre la Charente  et la Seudre s'établit progressivement à partir d'un ancien projet qui consistait en une liaison navigable nord-sud, de la Loire à l'estuaire de la Gironde. Ce projet avait été émis par le cardinal de Richelieu, puis par l'ingénieur et géographe Claude Masse qui y rédigea un mémoire sur le sujet en 1706. Mais, faute de moyens de financement, il tomba en sommeil jusqu'à ce que Guéau de Reverseaux en reprit l'initiative après sa nomination au poste d'intendant de la généralité de La Rochelle en 1781.
En 1782, Guéau de Reverseaux engagea les travaux de construction du canal de Brouage et fit établir le Grand canal de Saint-Agnant ainsi que le canal de Mérignac au nord de Marennes. Mais les différents chantiers qui avaient été menés hâtivement ne purent être terminés en raison des évènements de la Révolution de 1789. 
C'est pendant le mandat du sous-préfet de Marennes, Charles-Esprit Le Terme, que les travaux d'assainissement du marais de Brouage ont été repris. Ils ont permis de reprofiler les travaux de construction du canal de Mérignac mais les travaux du canal de jonction de la Charente à la Seudre ne furent inscrits au programme qu'à la fin de la Monarchie de Juillet, par une ordonnance royale établie en mai 1846. 
Ce n'est que dix années plus tard, c'est-à-dire pendant le Second Empire, que la construction du canal de la Charente à la Seudre put être effectuée. Le chantier reprit alors au sud de Saint-Agnant, à l'endroit du creusement du Grand canal de Saint-Agnant entrepris en 1782 par Guéau de Reverseaux. Les travaux s'achevèrent à Marennes en 1862.

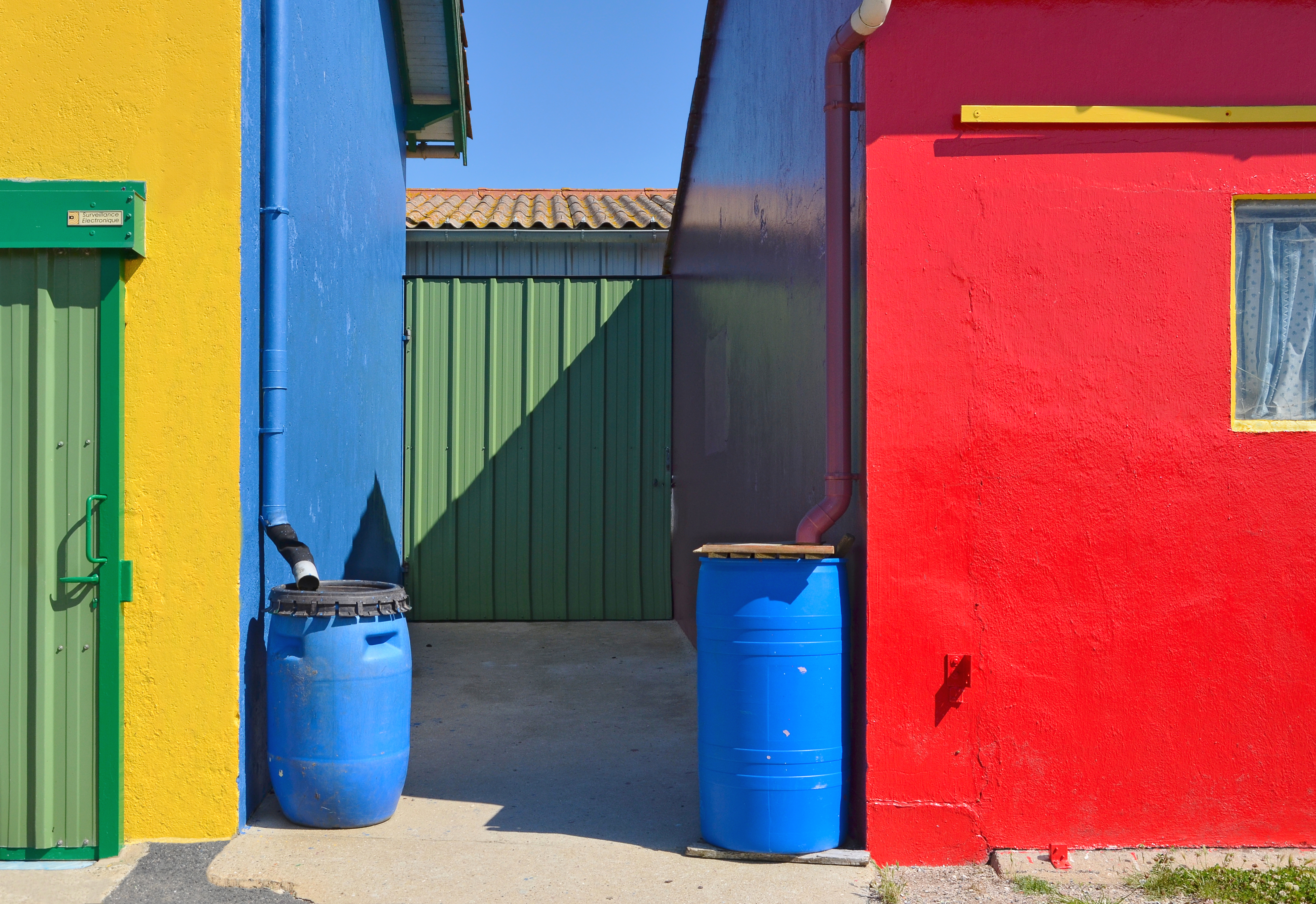
Cabanes colorées de pêcheurs et d'ostréiculteurs dans le chenal de la Cayenne à Marennes, débouché du canal sur la Seudre.

Le canal fut ouvert à l'exploitation dès 1860, mais à partir de 1862, les gabares pouvaient approvisionner directement Marennes. Ces bateaux à fond plat et à faible tirant d'eau convenaient parfaitement à la navigation sur le canal. 
En 1888, une ligne ferroviaire fut construite pour relier Rochefort à Marennes. Le canal fut longé pendant une très longue partie de son cours sur sa rive gauche par une voie ferrée unique qui débutait à la bifurcation de Cabariot franchissait la Charente par un pont métallique (pont de la Cèpe) pour se terminer au Chapus (commune de Bourcefranc-le-Chapus) en passant par Saint-Agnant. Cette ligne de chemin de fer fut mise en service en 1889 et concurrença rapidement le canal de la Bridoire.
Avant la construction de la nouvelle voie ferrée, le trafic sur le canal fut particulièrement actif pendant plus d'une vingtaine d'années. Il consistait dans le transport des pyrites et des phosphates importés au port de Tonnay-Charente et expédiés à l'usine de produits chimiques de Marennes construite en 1864. Les gabarres expédiaient depuis Marennes des chargements d'huîtres et de sels provenant de la vallée de la Seudre et de la soude fabriquée dans son usine chimique, ces différentes productions aboutissaient au port de Tonnay-Charente. 
Le trafic sur le canal commença à fléchir dans la décennie des années 1880 avec le déclin des salines de la vallée de la Seudre, celles-ci étant vivement concurrencées par les sels gemmes et par les Salins du Midi. Puis, à partir de 1888, le trafic sur le canal baissa considérablement quand l'usine de fabrication d'engrais phosphatés fut implantée à Tonnay-Charente. Celle-ci concurrença l'usine de Marennes qui s'était entre-temps reconvertie dans la même production. Le trafic des marchandises sur le canal de la Bridoire déclina rapidement dès 1890 et la voie ferrée donna le « coup de grâce » en exerçant une concurrence redoutable par des liaisons plus rapides, des transports de marchandises plus variées et des tonnages plus lourds.
Au début des années 1920, le trafic sur le canal était devenu insignifiant, ce qui décida de son déclassement à la fin de l'année 1926. Ce dernier tomba aussitôt en sommeil ; ses berges ne furent plus entretenues, ni ses équipements hydrauliques comme les écluses et les barrages.
Quant à la voie ferrée, elle connut le même sort que le canal, les circulations de trains de voyageurs devenant déficitaires, la SNCF décida de fermer la ligne dont la voie fut complètement déposée après sa fermeture complète, voyageurs et marchandises en 1987. Depuis cette époque la plate-forme a été transformée en piste cyclable depuis "La Vinçonnerie" à Cabariot jusqu'au lieu-dit Bellevue.
Depuis 2007, le canal est entièrement rétrocédé au Conseil général de la Charente-Maritime qui en assure l'entretien et l'équipement.

## Galerie de photos sur le canal (géolocalisées)

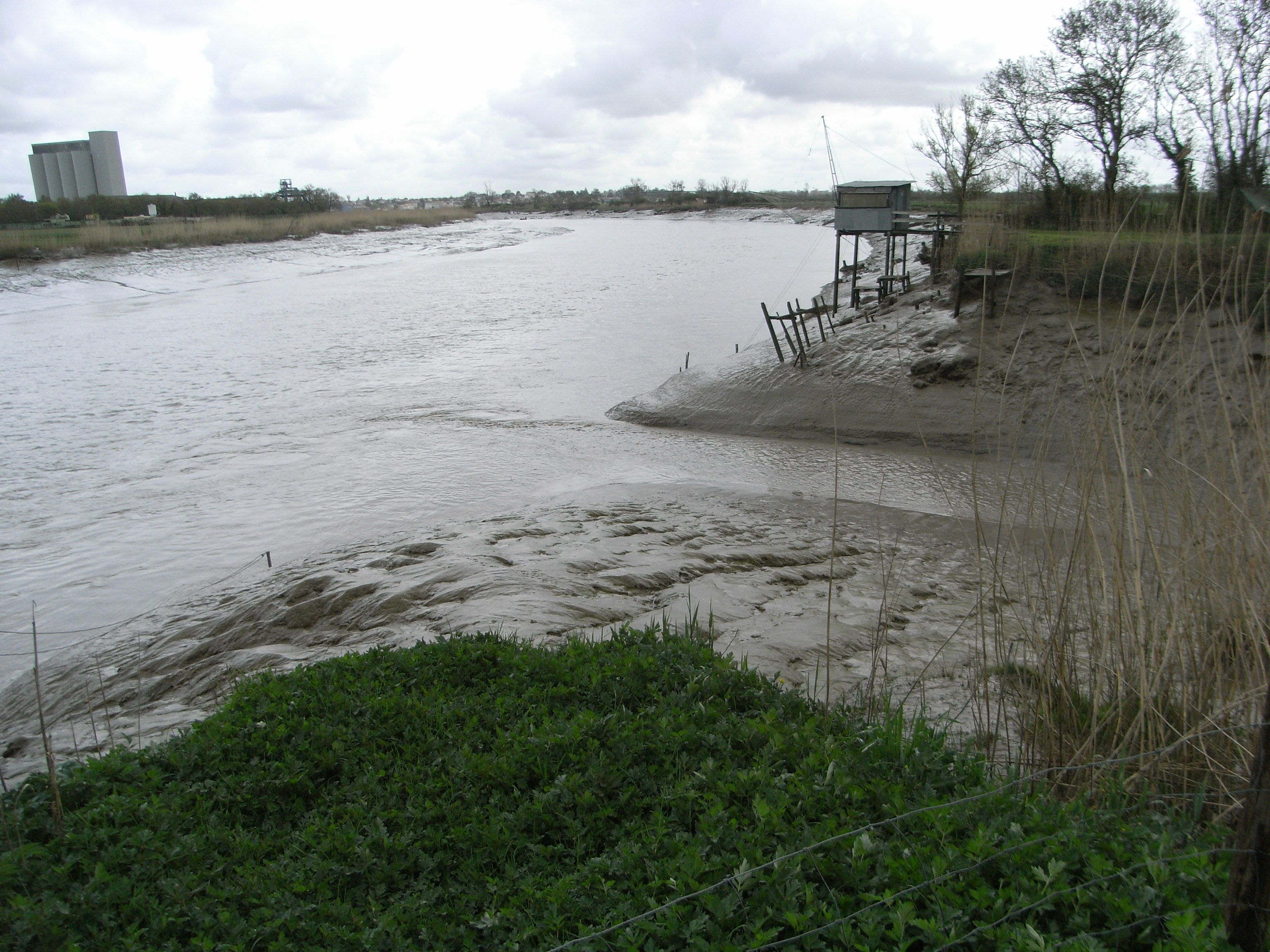
Jonction avec la Charente sur la rive gauche.
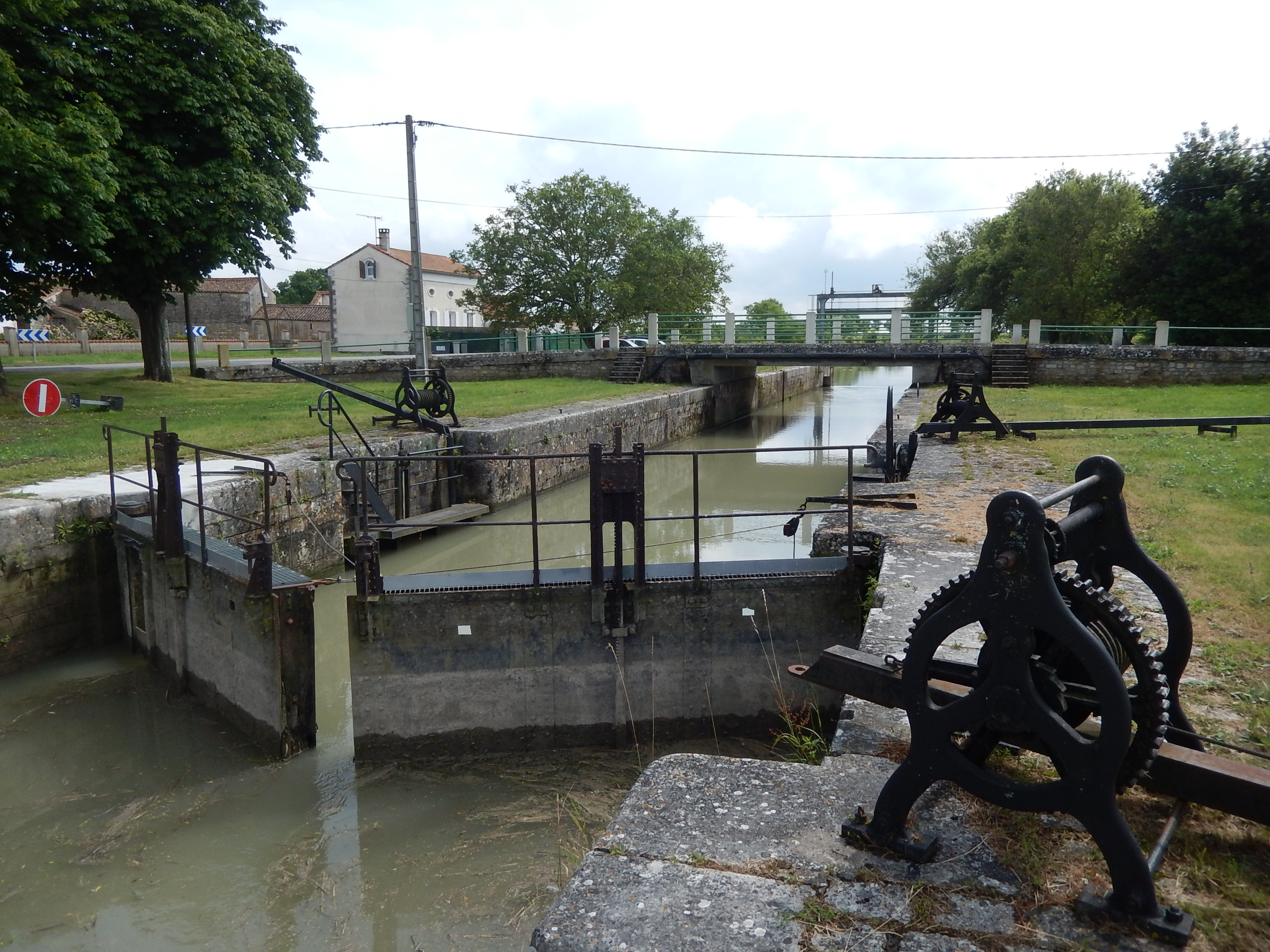
Première écluse du canal au lieu-dit Biard, à Saint-Hippolyte.
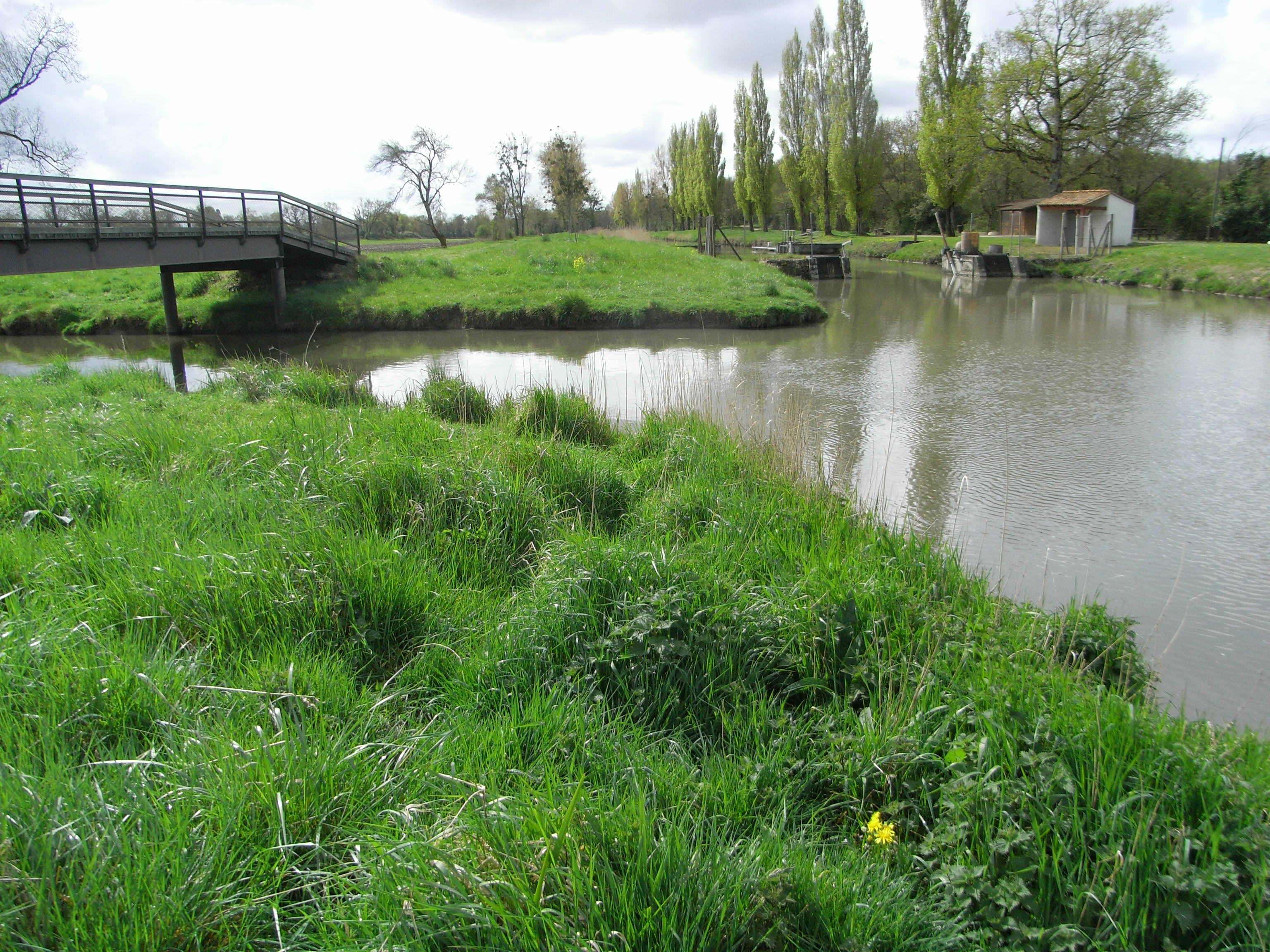
Jonction avec le canal de Pont-l'Abbé-d'Arnoult (sur la gauche).
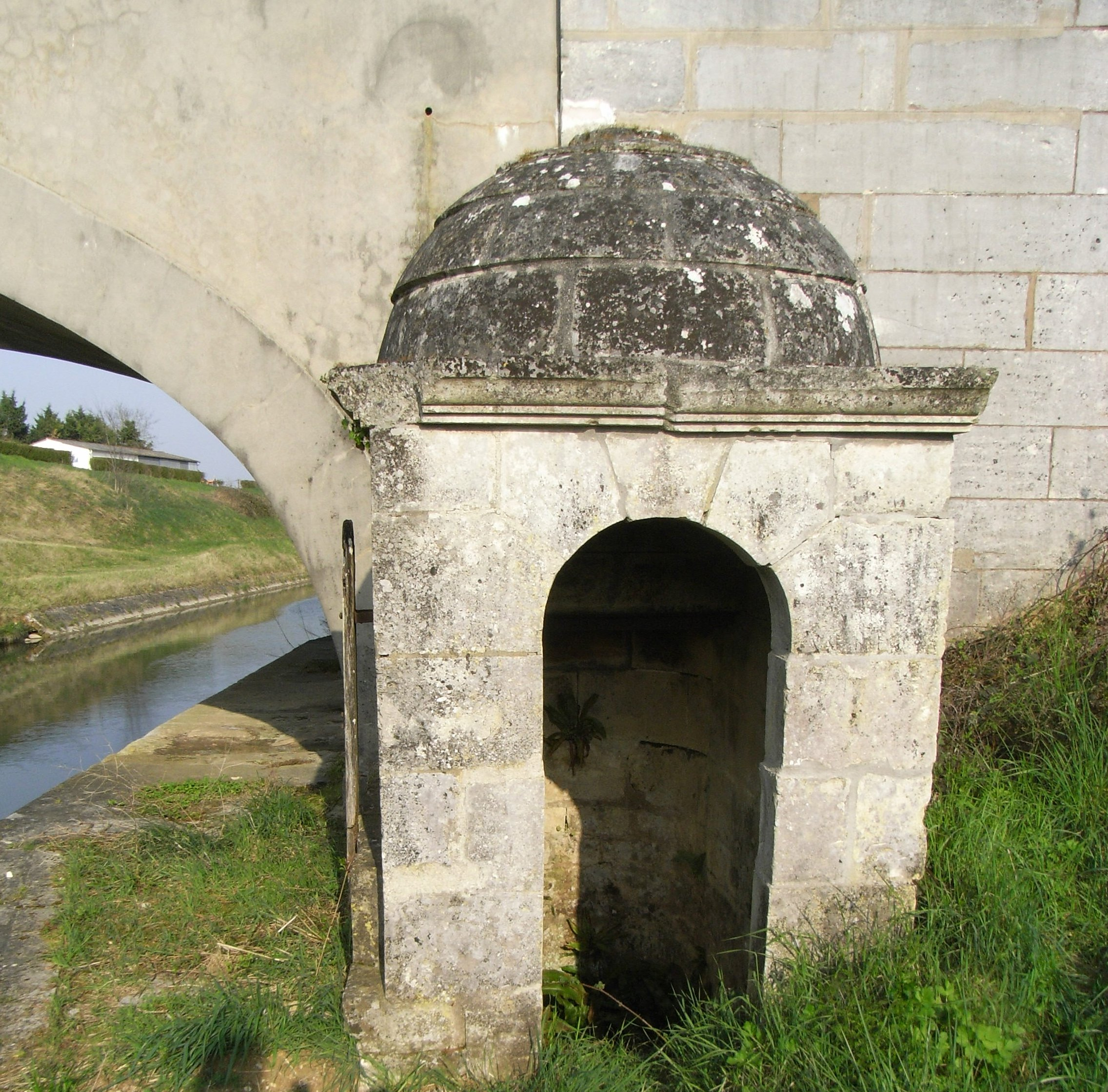
Édifice de la Fontaine Charles (au pied droit du pont de Saint-Agnant).
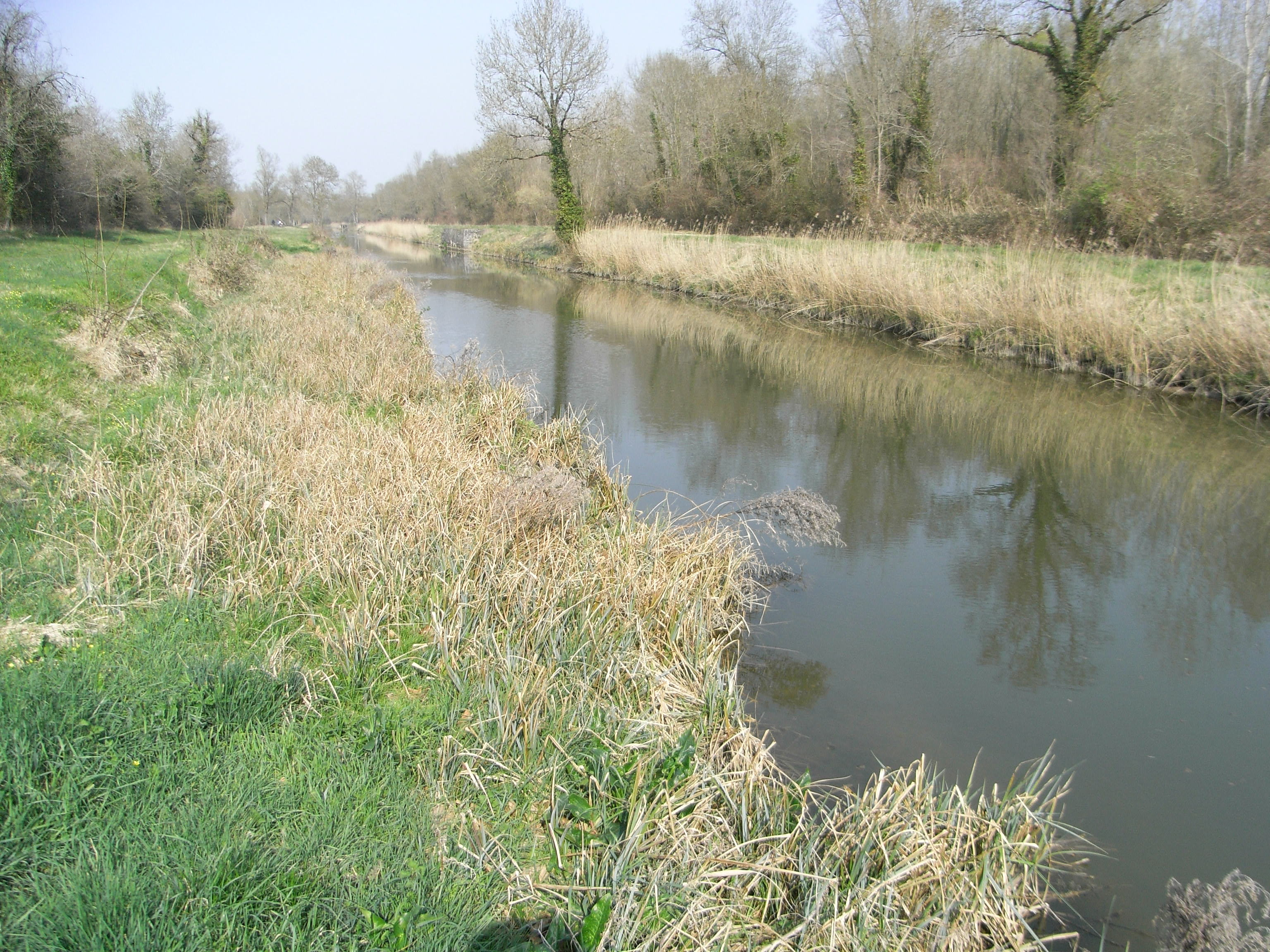
Une vue du canal en hiver.
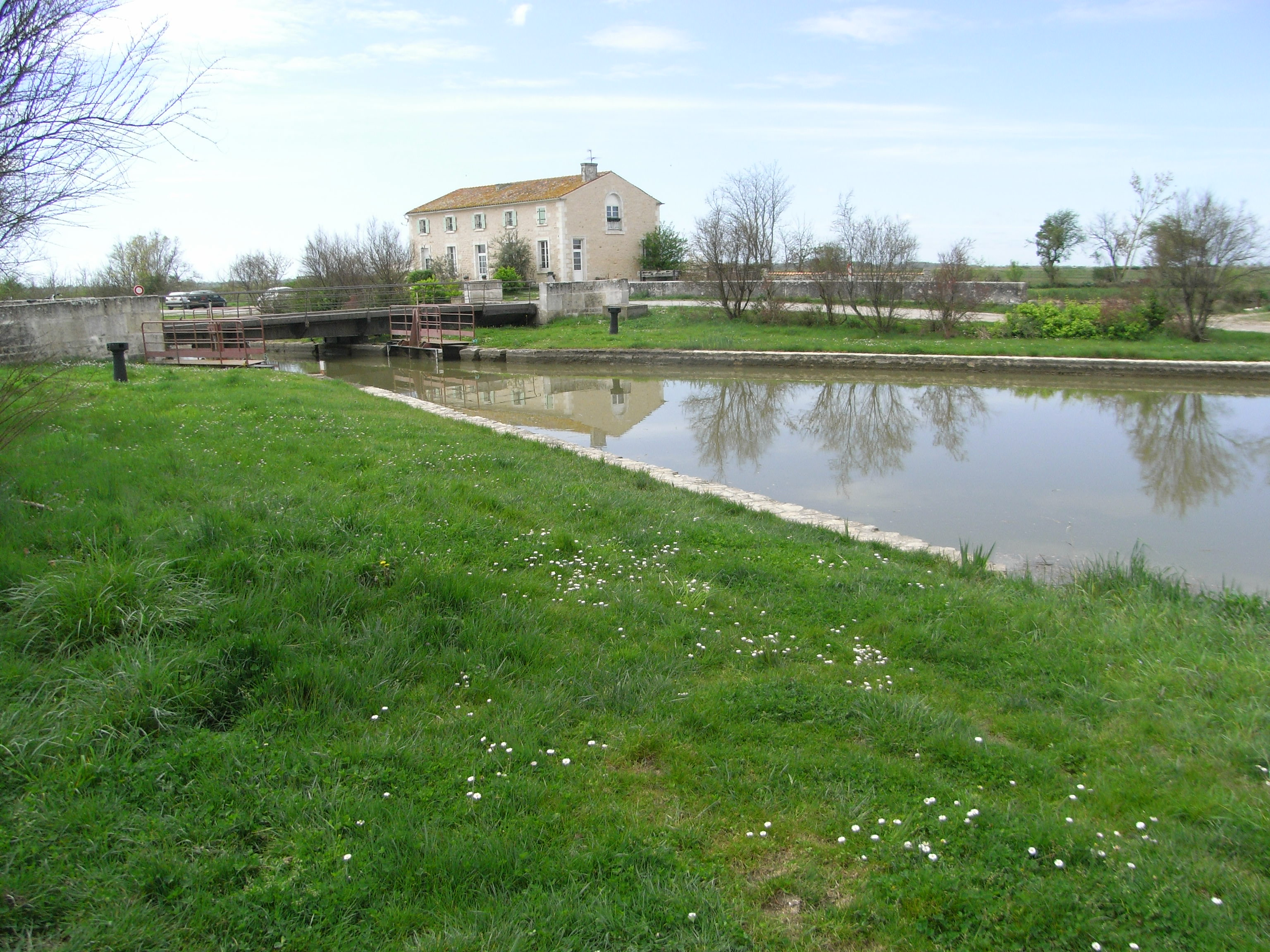
Le pont tournant de Bellevue.
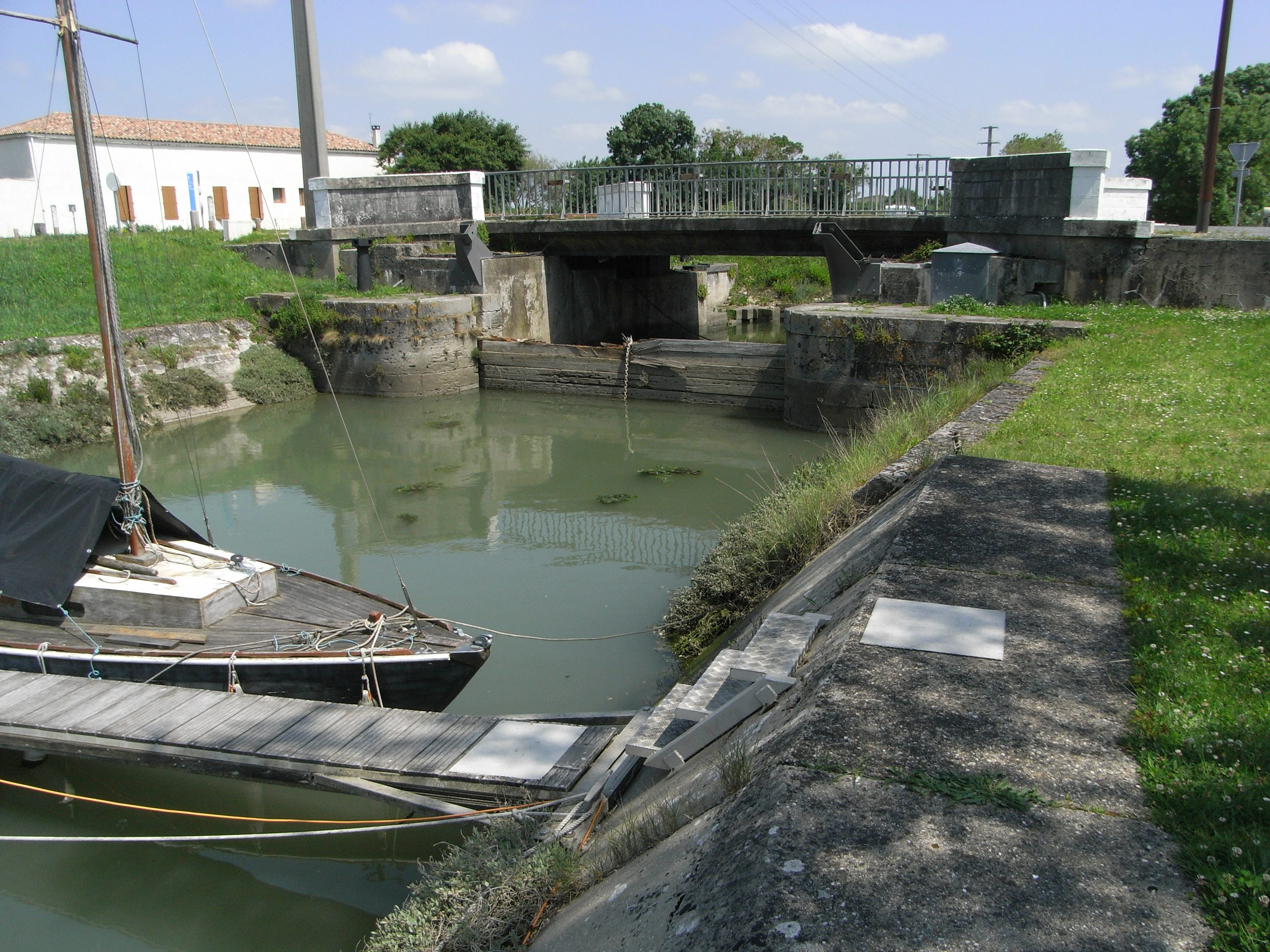
Porte de garde à Marennes - Jonction avec le chenal de la Cayenne.